# إد وود (مهندس)
إد وود (بالإنجليزية: Ed Wood)‏ هو مهندس بريطاني، ولد في 1 مارس 1968.